# Софі вон Вейлер
Софі вон Вейлер (нід. Sophie von Weiler, 24 грудня 1958) — нідерландська хокеїстка на траві.
Олімпійська чемпіонка 1984 року, бронзова призерка 1988 року.
Чемпіонка Європи 1987 року.
Переможниця Трофею чемпіонів 1987 року.
Чемпіонка світу 1983, 1986 років, срібна призерка 1981 року.